# Simone Christensen
Pour les articles homonymes, voir Christensen.
Simone Tetsche Christensen, née le 10 février 1994, est une coureuse cycliste danoise, spécialiste du bicycle motocross (BMX).

## Palmarès en BMX

### Jeux olympiques
- Rio 2016
  - 13e du BMX
- Tokyo 2021
  - 6e du BMX

### Championnats du monde
- Birmingham 2012
  -  Médaillée de bronze du contre-la-montre BMX juniors
- Zolder 2015
  -  Médaillée de bronze du BMX
- Papendal 2021
  - 9e du BMX

### Coupe du monde
- 2015 : 9e
- 2016 : 3e
- 2017 : 3e
- 2018 : 16e
- 2019 : 6e, vainqueur d'une manche
- 2020 : 10e

### Championnats d'Europe
- 2012 :  médaillée d'argent du BMX juniors
- 2013 : 8e du BMX
- 2014 :  médaillée de bronze du BMX
- 2015 :  médaillée d'argent du BMX
- 2017 :  médaillée de bronze du BMX
- 2018 :  médaillée d'argent du BMX

### Jeux européens
- Bakou 2015
  -  Médaillée d'or du BMX

### Coupe d'Europe
- 2015 : 3e du classement général, vainqueur de deux manches
- 2017 : 3e du classement général, vainqueur d'une manche
- 2018 : 11e du classement général